# Giovanni Bernardino Azzolini

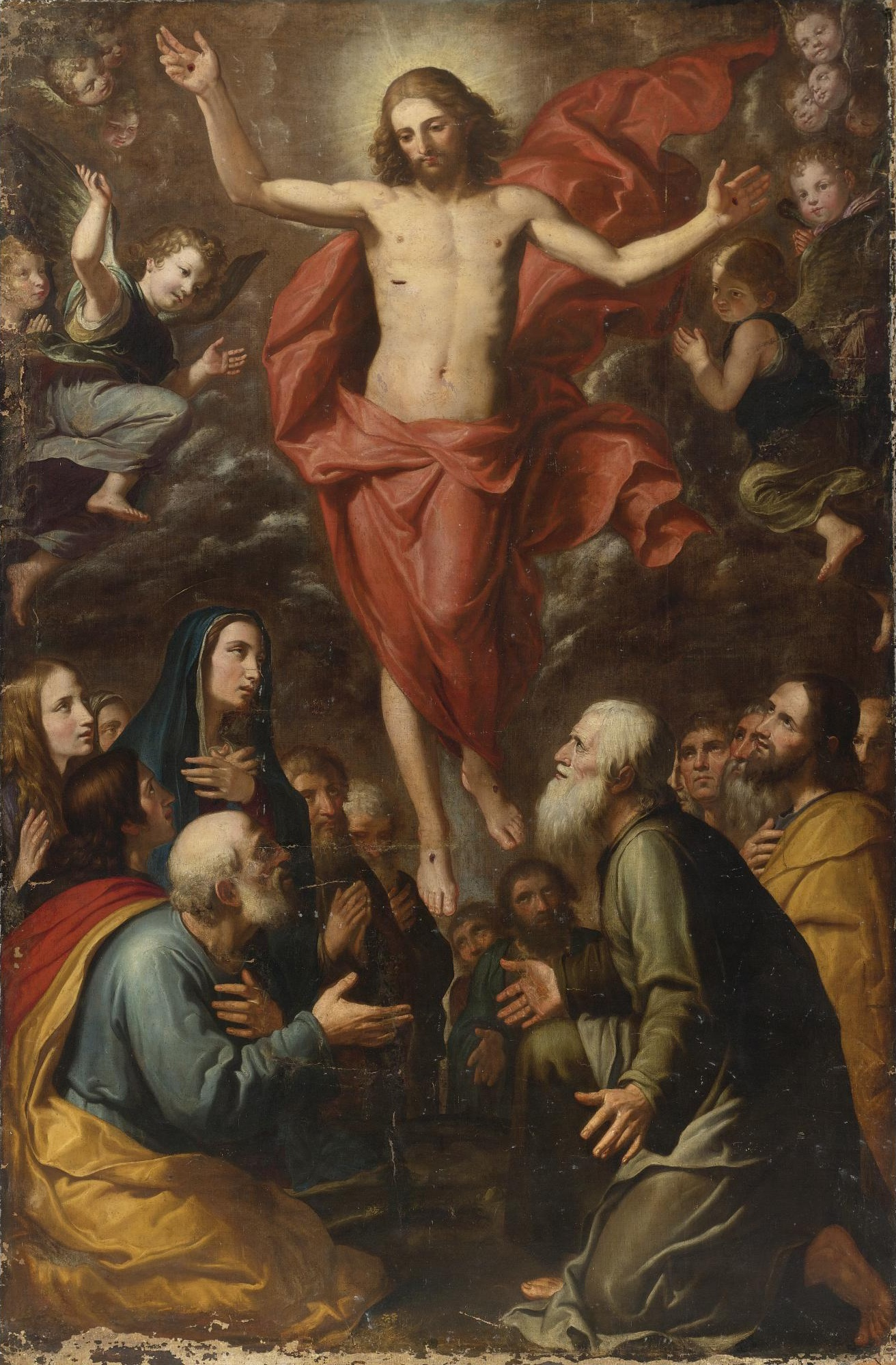
Ascensión, óleo sobre lienzo, 242 x 158 cm, vendido en Sotheby's, Nueva Yoork, 2008

Giovanni Bernardino Azzolini (Cefalú, h. 1572-Nápoles, 12 de diciembre de 1645) fue un pintor y escultor italiano que pintó en un estilo manierista tardío, activo principalmente en Nápoles y Génova. También es conocido como Azzolino o Mazzolini o Asoleni.

## Vida y obra
Es probable que su formación inicial la recibiera en su ciudad natal, Cefalú en Sicilia. Se trasladó a Nápoles en torno a 1594. Se asentó en Génova, donde ingresó en la Academia de San Lucas local (guilda de pintores) en 1618. En Nápoles, pintó una Presentación en el Templo (1599) para la iglesia de Santa Maria La Nova. Pintó un Pentecostés para la iglesia de San Francisco en Caiazzo. Entre sus lienzos de Génova, están una Anunciación pintada para la iglesia de las llamadas Monache Turchine (Venerabile Monastero della Santissima Annunziata ed Incarnazione delle Monache Annunziate Celesti, llamadas Turchine («Azules»), en San Cipriano, Génova). Pintó un lienzo de Visión que san Francisco Javier tuvo de la Virgen para la capilla de este santo en la iglesia de Gesù Novo. Su hija se casó con el pintor José de Ribera y su yerno trabajó con él en algunos encargos.